# نظم مالية
نظم مالية هي نظم تدعم المديرين كافة على اختلاف مستوياتهم الادارية ومجالاتهم الوظيفية في عملية اتخاذ القرار وتساعدهم على القيام بمهماتهم. ومن ذلك دعمها المدير المالي- مثلا- ومساعدتها له في تحديد الاحتياجات المالية، وتقييم مصادر التمويل، والرقابة على استخدامات الأموال، وتخصيص الموارد المالية لأنشطة المؤسسة، إضافة إلى إدارة رأس المال.

## النظم الفرعية التابعة للنظم المالية
1. نظام الإدارة النقدية.
2. نظام إدارة الإستثمار .
3. نظام الموازنة الرأسمالية.
4. نظام التخطيط المالي.